# کنتو تسوروماکی
کنتو تسوروماکی (انگلیسی: Kento Tsurumaki؛ زادهٔ ۲۹ ژوئن ۱۹۸۷) بازیکن فوتبال اهل ژاپن است.
از باشگاه‌هایی که در آن بازی کرده‌است می‌توان به باشگاه فوتبال ماتسوموتو یاماگا و باشگاه فوتبال توکیو وردی اشاره کرد.